# Heather Monro
Heather Monro, född den 4 september 1971, är en före detta brittisk orienterare som tog brons på sprintdistansen vid VM 2005.